# 马赫瓦
马赫瓦（Mahwa），是印度拉贾斯坦邦Dausa县的一个城镇。总人口19558（2001年）。

## 人口
该地2001年总人口19558人，其中男性10340人，女性9218人；0—6岁人口3814人，其中男1999人，女1815人；识字率60.17%，其中男性为71.53%，女性为47.44%。